# Fareins

Fareins este o comună în departamentul Ain din estul Franței.